# Escut de Santa Eulàlia de Ronçana
L'escut oficial de Santa Eulàlia de Ronçana té el següent blasonament: Escut caironat: de sinople, un sautor ple o creu de Santa Eulàlia d'argent. Per timbre, una corona de baró. Va ser aprovat l'1 de juny del 2005 i publicat al DOGC el 27 de juny del mateix any amb el número 4413. El sautor és el senyal del martiri de Santa Eulàlia, patrona del poble. La corona de baró rememora que Santa Eulàlia de Ronçana va exercir, de fet, de capital de la baronia de Montbui, depenent del castell homònim, al terme municipal veí de Bigues i Riells. La baronia se situava al centre de la comarca i ocupava una bona part del Vallès Oriental.

## Bandera
La bandera oficial de Santa Eulàlia de Ronçana té la següent descripció:
| « | Bandera apaïsada, de proporcions dos d'alt per tres de llarg, verd clar, amb una aspa plena blanca de gruix 1/9 de l'alçària del drap. | » |

 Va ser aprovada el 20 de febrer de 2013 i publicada al DOGC el 4 de març del mateix any amb el número 6327. Està basada en l'escut heràldic de la localitat.